# Romoaldo Braschi-Onesti
Romoaldo Braschi-Onesti (ur. 19 lipca 1753 w Cesenie, zm. 30 kwietnia 1817 w Rzymie) – siostrzeniec papieża Piusa VI, który mianował go Prefektem Pałacu Apostolskiego (1780), wielkim przeorem zakonu maltańskiego w Rzymie (1784) oraz kardynałem diakonem San Nicola in Carcere (18 grudnia 1786) i sekretarzem ds. Brewe Apostolskich (1787).

## Życiorys
Kardynał Braschi był jednym z głównych współpracowników swojego wuja i uzyskał dzięki niemu znaczne bogactwa pochodzące m.in. z mienia skonfiskowanego Jezuitom. W 1797 zabiegał o pomoc Królestwa Neapolu dla Państwa Kościelnego wobec zagrożenia ze strony Francji. Uczestniczył konklawe 1799–1800. Nowy papież Pius VII mianował go kamerlingiem św. Kościoła Rzymskiego (30 października 1800), jednak zrezygnował 10 listopada 1801 z powodu konfliktu z sekretarzem stanu Ercole Consalvi. Consalvi wprowadził w Państwie Kościelnym liberalizację handlu, co godziło w tradycyjne prerogatywy Kamery Apostolskiej.
Towarzyszył Piusowi VII w podróży do Francji na koronację cesarską Napoleona Bonaparte (1804-05). Archiprezbiter bazyliki watykańskiej i prefekt Fabryki św. Piotra od 1807 roku. Po zajęciu Rzymu przez wojska napoleońskie w 1808 nie został internowany z uwagi na stan zdrowia. Przez cały okres okupacji żył w odosobnieniu w rodzinnej Cesenie, jednak po przywróceniu władzy papieskiej w Rzymie powrócił do pracy w Kurii. Był protektorem katolików angielskich oraz wielu zakonów (m.in. franciszkanów, kamedułów i karmelitów). Zmarł w wieku niespełna 64 lat.